# Fußball-Weltmeisterschaft 2014/Vereinigte Staaten
Dieser Artikel behandelt die US-amerikanische Nationalmannschaft bei der Fußball-Weltmeisterschaft 2014. Die US-Mannschaft nahm zum zehnten Mal an der Endrunde teil.

## Qualifikation
Die Mannschaft qualifizierte sich über die Qualifikationsspiele der CONCACAF für die Weltmeisterschaft in Brasilien.
Das Team nahm erst ab der dritten Qualifikationsrunde teil und dabei traf die Mannschaft unter Nationaltrainer Jürgen Klinsmann auf Jamaika, Guatemala sowie erstmals auf Antigua und Barbuda. Hierbei wurde mit vier Siegen, einem Remis und einer Niederlage aus sechs Spielen der erste Gruppenplatz belegt und die vierte Qualifikationsrunde erreicht.
Zum abermaligen Gruppensieger wurde das US-amerikanische Nationalteam in der vierten Qualifikationsrunde, wo als Gegner Mexiko, Honduras, Costa Rica, Panama und erneut Jamaika warteten, wobei Jamaika beim letzten Spiel gegen die USA von Winfried Schäfer trainiert wurde.
Bester Torschütze des US-Teams war Clint Dempsey mit acht Toren, der auch die meisten Spiele (14 von 16) bestritt und am 6. September 2013 gegen Costa Rica sein 100. Länderspiel machte. Insgesamt setzte Jürgen Klinsmann in den 16 Spielen 38 Spieler ein. Im Juli 2013 – zwischen dem sechsten und siebten Spiel der vierten Runde – gewann die US-Mannschaft noch den CONCACAF Gold Cup 2013, wobei vier Spieler eingesetzt wurden, die in den Qualifikationsspielen nicht zum Einsatz kamen.

### Dritte Runde
| Rang | Land                | Tore  | Punkte |
| ---- | ------------------- | ----- | ------ |
| 1    | USA                 | 11:60 | 13     |
| 2    | Jamaika             | 9:6   | 10     |
| 3    | Guatemala           | 9:8   | 10     |
| 4    | Antigua und Barbuda | 04:13 | 01     |

6. Juni 2012:
USA – Antigua und Barbuda 3:1 (2:0)
12. Juni 2012:
Guatemala – USA 1:1 (0:1)
7. September 2012:
Jamaika – USA 2:1 (1:1)
11. September 2012:
USA – Jamaika 1:0 (0:0)
12. Oktober 2012:
Antigua und Barbuda – USA 1:2 (1:1)
16. Oktober 2012:
USA – Guatemala 4:1 (2:0)

### Vierte Runde
| Rang | Land       | Tore  | Punkte |
| ---- | ---------- | ----- | ------ |
| 1    | USA        | 15:80 | 22     |
| 2    | Costa Rica | 13:70 | 18     |
| 3    | Honduras   | 13:12 | 15     |
| 4    | Mexiko     | 7:9   | 11     |
| 5    | Panama     | 10:14 | 08     |
| 6    | Jamaika    | 05:13 | 05     |

6. Februar 2013:
Honduras – USA  2:1 (1:1)
22. März 2013:
USA – Costa Rica 1:0 (1:0)
26. März 2013:
Mexiko – USA 0:0
7. Juni 2013:
Jamaika – USA 1:2 (0:1)
11. Juni 2013:
USA – Panama 2:0 (1:0)
18. Juni 2013:
USA – Honduras  1:0 (0:0)
6. September 2013:
Costa Rica – USA 3:1 (2:1)
10. September 2013:
USA – Mexiko 2:0 (0:0)
11. Oktober 2013:
USA – Jamaika  2:0 (0:0)
15. Oktober 2013:
Panama – USA  2:3 (1:0)

## Vorbereitung
Im Januar 2014 fand ein 14-tägiges Trainingslager im späteren WM-Quartier in Brasilien statt, an das sich am 1. Februar ein Testspiel in Carson gegen Südkorea anschloss, das mit 2:0 durch zwei Tore von Chris Wondolowski gewonnen wurde. Am 5. März fand ein Testspiel in Larnaka auf Zypern gegen die Ukraine statt, das ursprünglich in Charkiw stattfinden sollte und mit 0:2 verloren wurde. Am 2. April traf die Mannschaft in Glendale auf Mexiko. Das Spiel endete nach 2:0-Führung 2:2. Am 27. Mai kam es in San Francisco zu einem Spiel gegen die von Berti Vogts trainierte Mannschaft von Aserbaidschan, der später bei der WM für die USA als Special Advisor tätig wurde. Die Tore beim 2:0-Sieg erzielten Mikkel Diskerud und Aron Johannsson. Am 1. Juni kam es in Harrison zu einem Testspiel gegen die Türkei, das mit 2:1 gewonnen wurde (Torschützen: Fabian Johnson/26. und Clint Dempsey/53.) und am 7. Juni fand in Jacksonville ein abschließender Test gegen WM-Teilnehmer Nigeria statt, der durch 2 Tore von Jozy Altidore mit 2:1 gewonnen wurde und bei dem Torwart Tim Howard sein 100. Länderspiel machte. Ein vereinbartes inoffizielles Testspiel gegen Belgien in São Paulo wurde wegen der Verkehrsprobleme abgesagt.

## Endrunde

### Kader
Am 12. Mai wurde der vorläufige Kader mit 30 Spielern benannt, der am 2. Juni auf 23 Spieler reduziert und von der FIFA bestätigt wurde. Neun Spieler standen schon im 2010er WM-Kader, als die USA im Achtelfinale ausschieden. Erfahrenster Spieler im vorläufigen Kader war Rekordtorschütze Landon Donovan, der schon an drei WM-Endrunden teilnahm und mit 12 WM-Spielen Rekordhalter der USA ist. Er wurde aber bei der endgültigen Benennung des 23-köpfigen Kaders nicht berücksichtigt.
| Nr.         | Spieler             | Verein                 | Länder- spiele | Länderspiel- tore | Geburtsdatum       | Spiele | Tore |     |     |     | WM-Teilnahmen          | WM-Spiele (vor 2014) | WM-Tore (vor 2014) |
| Tor         | Tor                 | Tor                    | Tor            | Tor               | Tor                | Tor    | Tor  | Tor | Tor | Tor | Tor                    | Tor                  | Tor                |
| ----------- | ------------------- | ---------------------- | -------------- | ----------------- | ------------------ | ------ | ---- | --- | --- | --- | ---------------------- | -------------------- | ------------------ |
| 12          | Brad Guzan          | Aston Villa            | 025            | 0                 | 9. September 1984  | 0      | 0    | 0   | 0   | 0   | 2010                   | 0                    | 0                  |
| 01          | Tim Howard          | FC Everton             | 100            | 0                 | 6. März 1979       | 4      | 0    | 0   | 0   | 0   | 2010                   | 4                    | 0                  |
| 22          | Nick Rimando        | Real Salt Lake         | 014            | 0                 | 17. Juni 1979      | 0      | 0    | 0   | 0   | 0   |                        |                      |                    |
| Abwehr      |                     |                        |                |                   |                    |        |      |     |     |     |                        |                      |                    |
| 07          | DaMarcus Beasley    | Puebla FC              | 116            | 17                | 24. Mai 1982       | 4      | 0    | 0   | 0   | 0   | 2002, 2006, 2010       | 7                    | 0                  |
| 05          | Matt Besler         | Sporting Kansas CityM* | 017            | 0                 | 11. Februar 1987   | 4      | 0    | 0   | 0   | 0   |                        |                      |                    |
| 06          | John Anthony Brooks | Hertha BSC             | 004            | 0                 | 28. Januar 1993    | 1      | 1    | 0   | 0   | 0   |                        |                      |                    |
| 20          | Geoff Cameron       | Stoke City             | 027            | 01                | 11. Juli 1985      | 3      | 0    | 1   | 0   | 0   |                        |                      |                    |
| 21          | Timothy Chandler    | 1. FC NürnbergA        | 013            | 0                 | 29. März 1990      | 0      | 0    | 0   | 0   | 0   |                        |                      |                    |
| 03          | Omar González       | Los Angeles Galaxy     | 020            | 0                 | 11. Oktober 1988   | 3      | 0    | 1   | 0   | 0   |                        |                      |                    |
| 23          | Fabian Johnson      | TSG 1899 Hoffenheim    | 022            | 01                | 11. Dezember 1987  | 4      | 0    | 0   | 0   | 0   |                        |                      |                    |
| 02          | DeAndre Yedlin      | Seattle Sounders FC    | 04             | 0                 | 9. Juli 1993       | 3      | 0    | 0   | 0   | 0   |                        |                      |                    |
| Mittelfeld  |                     |                        |                |                   |                    |        |      |     |     |     |                        |                      |                    |
| 15          | Kyle Beckerman      | Real Salt Lake         | 037            | 01                | 23. April 1982     | 3      | 0    | 1   | 0   | 0   |                        |                      |                    |
| 11          | Alejandro Bedoya    | FC Nantes              | 028            | 01                | 29. April 1987     | 4      | 0    | 0   | 0   | 0   |                        |                      |                    |
| 04          | Michael Bradley     | Toronto FC             | 086            | 12                | 31. Juli 1987      | 4      | 0    | 0   | 0   | 0   | 2010                   | 4                    | 1                  |
| 14          | Brad Davis          | Houston Dynamo         | 016            | 0                 | 8. November 1981   | 1      | 0    | 0   | 0   | 0   |                        |                      |                    |
| 10          | Mix Diskerud        | Rosenborg Trondheim    | 020            | 03                | 2. Oktober 1990    | 0      | 0    | 0   | 0   | 0   |                        |                      |                    |
| 16          | Julian Green        | FC Bayern MünchenM, P  | 02             | 0                 | 6. Juni 1995       | 1      | 1    | 0   | 0   | 0   |                        |                      |                    |
| 13          | Jermaine Jones      | Beşiktaş Istanbul      | 042            | 02                | 3. November 1981   | 4      | 1    | 1   | 0   | 0   |                        |                      |                    |
| 19          | Graham Zusi         | Sporting Kansas CityM* | 023            | 03                | 18. August 1986    | 4      | 0    | 0   | 0   | 0   |                        |                      |                    |
| Angriff     |                     |                        |                |                   |                    |        |      |     |     |     |                        |                      |                    |
| 17          | Jozy Altidore       | AFC Sunderland         | 070            | 23                | 6. November 1989   | 1      | 0    | 0   | 0   | 0   | 2010                   | 4                    | 0                  |
| 08          | Clint Dempsey       | Seattle Sounders FC    | 105            | 37                | 9. März 1983       | 4      | 2    | 0   | 0   | 0   | 2006, 2010             | 6                    | 2                  |
| 09          | Aron Jóhannsson     | AZ Alkmaar             | 008            | 02                | 10. November 1990  | 1      | 0    | 0   | 0   | 0   |                        |                      |                    |
| 18          | Chris Wondolowski   | San José Earthquakes   | 021            | 09                | 28. Januar 1983    | 2      | 0    | 0   | 0   | 0   |                        |                      |                    |
| Trainerstab |                     |                        |                |                   |                    |        |      |     |     |     |                        |                      |                    |
|             | Jürgen Klinsmann    | Trainer                | 108            | 47                | 30. Juli 1964      | 4      |      |     |     |     | 1990, 1994, 1998; 2006 | 17; 7                | 11                 |
|             | Andreas Herzog      | Trainerassistent       | 103            | 26                | 10. September 1968 |        |      |     |     |     | 1990, 1998             | 6                    | 1                  |
|             | Martin Vasquez      | Trainerassistent       | 003,007        | 0                 | 24. Dezember 1963  |        |      |     |     |     |                        |                      |                    |
|             | Chris Woods         | Torwarttrainer         | 043            | 0                 | 14. November 1959  |        |      |     |     |     | 1986, 1990             | 0                    |                    |
|             | Mark Verstegen      | Konditionstrainer      |                |                   | 9. Juni 1969       |        |      |     |     |     | 2006                   |                      |                    |

1. 1 2 3  Stand: 7. Juni 2014 (nach dem Spiel gegen Nigeria (Quelle), die FIFA nennt teilweise andere Zahlen, da sie Spiele gegen Guadeloupe und Martinique beim Gold-Cup nicht berücksichtigt.)
2. ↑  M = Der Verein wurde in der Saison 2013/14 Meister seines Landes, >M* = Der Verein wurde in der Saison 2013 Meister der MLS (die aktuelle Saison läuft noch), A = Der Verein stieg aus der höchsten Liga des Landes ab, P = Der Verein wurde in der Saison 2013/14 Pokalsieger
3. 1 2 3 4 5 6  Als Spieler für Deutschland
4. 1 2  Als Teamchef für Deutschland
5. 1 2 3 4 5  Als Spieler für Österreich
6. ↑  Als Spieler für Mexiko
7. ↑  Als Spieler
8. 1 2 3  Als Spieler für England
9. ↑  Für Deutschland

### Gruppenphase
Bei der am 6. Dezember 2013 vorgenommenen Auslosung der Endrunde wurden die USA der Gruppe G mit Gruppenkopf Deutschland zugelost. Ferner wurden Ghana und durch Geoff Hurst, Schütze des Wembley-Tores Portugal in die Gruppe G gelost. Gegen Ghana bestritt die USA bei der Weltmeisterschaft 2010 in Südafrika im Achtelfinale das zuvor letzte WM-Spiel und verlor dabei mit 1:2 nach Verlängerung. Mit dem gleichen Ergebnis nach regulärer Spielzeit endete das Vorrundenspiel bei der WM 2006 zwischen beiden Mannschaften. Die vom ehemaligen deutschen Bundestrainer Jürgen Klinsmann trainierten USA spielten zuletzt am 2. Juni 2013 bei einem Freundschaftsspiel aus Anlass des 100. Geburtstags des US-Fußballverbandes, das mit 4:3 gewonnen wurde gegen Deutschland. Bei Weltmeisterschaften trafen Deutschland und die USA 1998 in der Vorrunde (2:0 für Deutschland, wobei Klinsmann das 2:0 erzielte) und 2002 im Viertelfinale (1:0 für Deutschland) aufeinander. Portugal war letztmals vor der WM am 5. Juni 2002 im ersten Gruppenspiel der WM-Endrunde Gegner, wobei die USA mit 3:2 gewann. Insgesamt ist die Vor-WM-Bilanz mit zwei Siegen, einem Remis und zwei Niederlagen gegen Portugal ausgeglichen. Vor der Auslosung äußerte Jürgen Klinsmann den Wunsch, nicht auf Deutschland zu treffen. Die US-Presse bewertete das Ergebnis der Auslosung negativ.
Mannschaftsquartier war das Hotel Tivoli São Paulo Mofarrej in São Paulo.
| Pl. | Land        | Sp. | S | U | N | Tore    | Diff. | Punkte |
| --- | ----------- | --- | - | - | - | ------- | ----- | ------ |
| 1.  | Deutschland | 3   | 2 | 1 | 0 | 007:200 | +5    | 07     |
| 2.  | USA         | 3   | 1 | 1 | 1 | 004:400 | ±0    | 04     |
| 3.  | Portugal    | 3   | 1 | 1 | 1 | 004:700 | −3    | 04     |
| 4.  | Ghana       | 3   | 0 | 1 | 2 | 004:600 | −2    | 01     |

- Mo., 16. Juni 2014, 19:00 Uhr (00:00 Uhr MESZ) in Natal

 Ghana –  USA 1:2 (0:1)
- So., 22. Juni 2014, 15:00 Uhr (21:00 Uhr MESZ) in Manaus

 USA –  Portugal 2:2 (0:1)
- Do., 26. Juni 2014, 13:00 Uhr (18:00 Uhr MESZ) in Recife

 USA –  Deutschland 0:1 (0:0)

### K.-o.-Runde
Achtelfinale: Di., 1. Juli 2014, 17:00 Uhr (22:00 Uhr MESZ) in Salvador
 Belgien –  USA 2:1 n. V. (0:0, 0:0)
Gegen Belgien gab es vor der WM erst 5 Spiele, der einzige Sieg gelang in der Vorrunde der ersten WM 1930, danach gab es vier Niederlagen – zuletzt mit 2:4 am 29. Mai 2013 in Cleveland.

## Sportliche Auswirkungen
In der FIFA-Weltrangliste fielen die Vereinigten Staaten trotz Erreichen des Achtelfinales um zwei Plätze von Platz 13 auf Platz 15, waren aber zunächst weiterhin die bestplatzierte Mannschaft der CONCACAF.